# Nematalosa japonica
Nematalosa japonica és una espècie de peix pertanyent a la família dels clupeids.

## Descripció
- Pot arribar a fer 19 cm de llargària màxima.
- El seu cos és generalment més esvelt que el d'altres espècies del mateix gènere.
- 17-26 radis tous a l'aleta anal.[5][6]

## Reproducció
Al Japó té lloc al voltant del mes de maig.

## Depredadors
És depredat per la melva (Auxis rochei) i Auxis thazard.

## Hàbitat
És un peix marí, bentopelàgic i de clima tropical (37°N-4°N, 98°E-136°E).

## Distribució geogràfica
Es troba al Pacífic occidental: des de la badia de Matsushima (el mar del Japó) fins a Taiwan, Hong Kong i les illes Filipines. N'hi ha també un únic registre al golf de Tailàndia.

## Observacions
És inofensiu per als humans.